# 的嗒糖

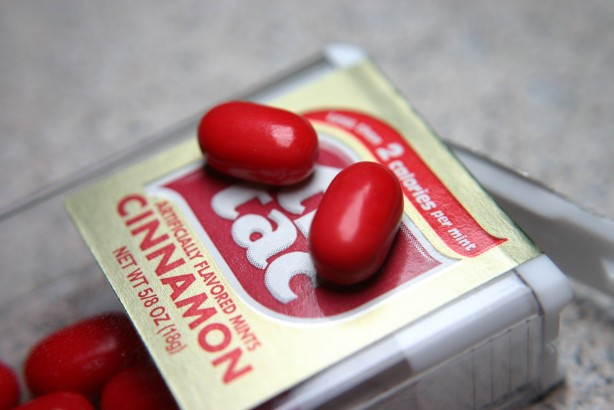
肉桂味的嗒糖

啪啪糖（tic tac，名稱是全小寫字母）是一種在歐洲、美國以及香港都很流行的糖果食品，由意大利費列羅公司出品。從前只有一種容量及包裝，但目前在美國已發展至有獨立包裝和加大容量裝的出現。其味道亦多樣化，包括柳橙味、薄荷味、檸檬薄荷味、肉桂味、葡萄柚味、櫻桃可樂味、蜜桃百香果味等，目前全球共計約已推出二十三種不同味道。